# Kościół Opatrzności Bożej w Trzebosi
Kościół Opatrzności Bożej w Trzebosi – kościół znajdujący się w Trzebosi, wybudowany w miejsce poprzedniego kościoła parafialnego w latach 80. XIX wieku. Siedziba parafii pod tym samym wezwaniem erygowanej około stu lat wcześniej. Znajduje się na wzniesieniu przy ulicy nazwanej od niego Kościelną, pomiędzy dwiema głównymi częściami wsi – Trzebosią Górną a Dolną.

## Historia

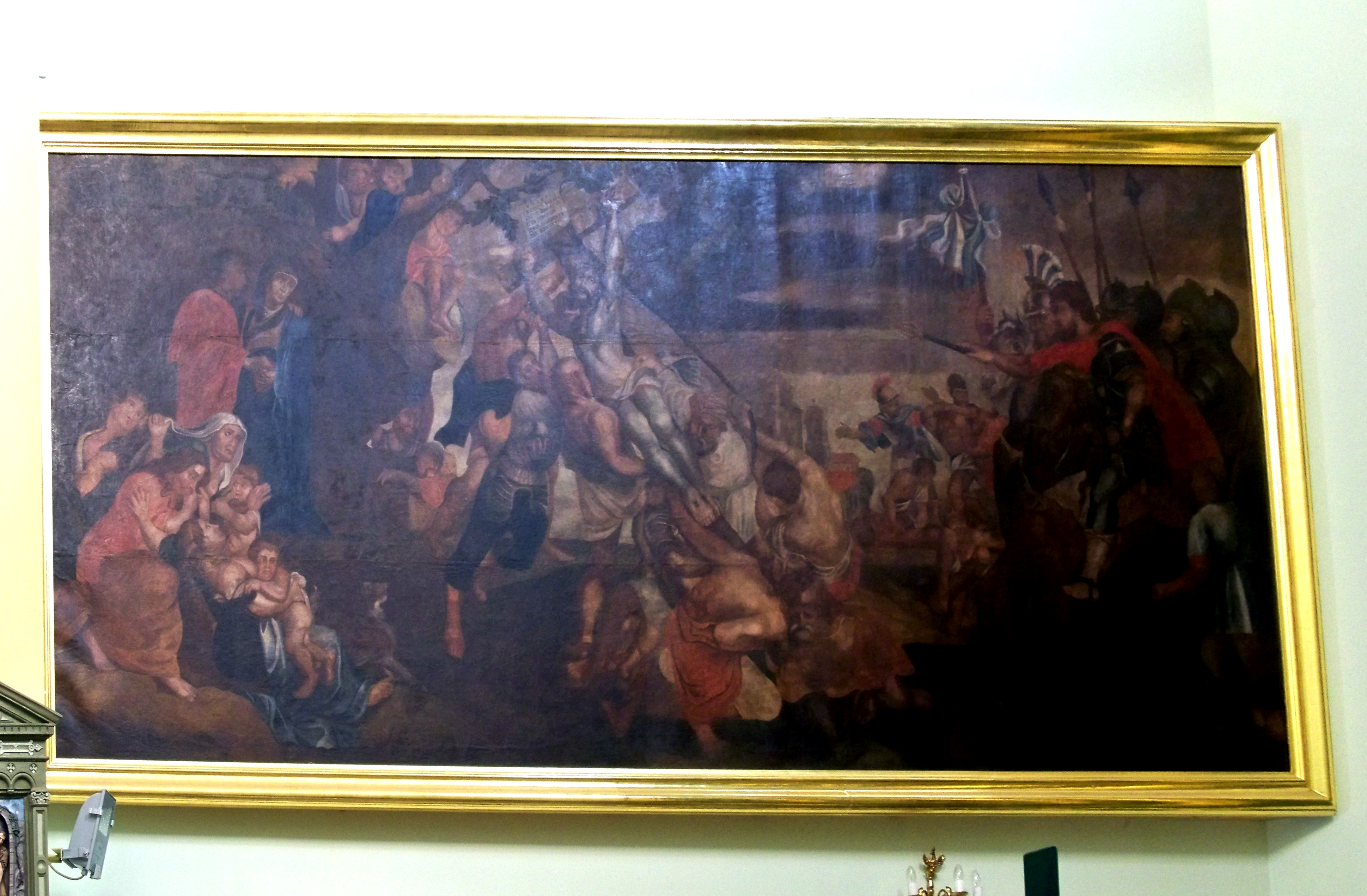
Kopia Podniesienia Krzyża Rubensa

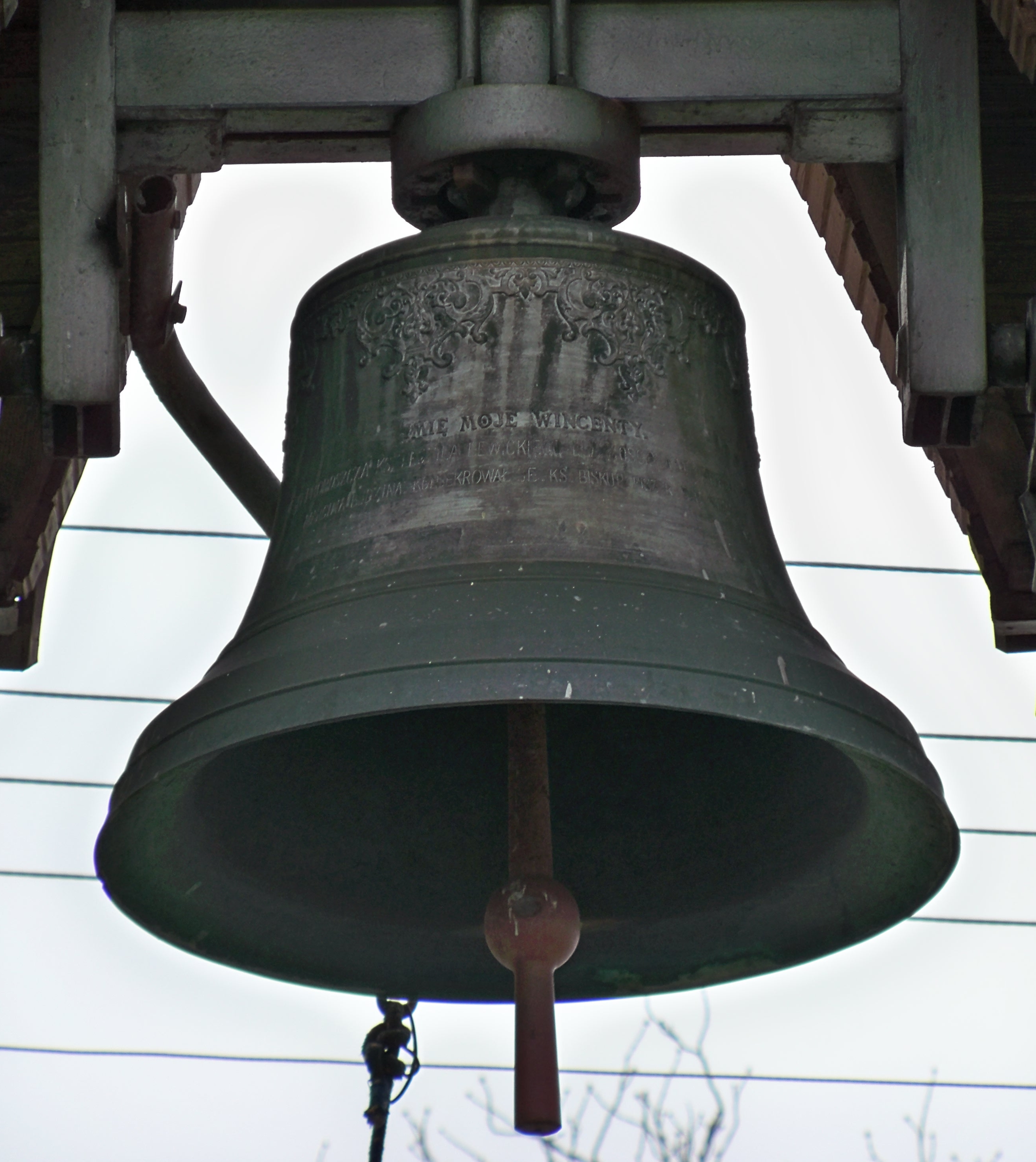
Dzwon Wincenty

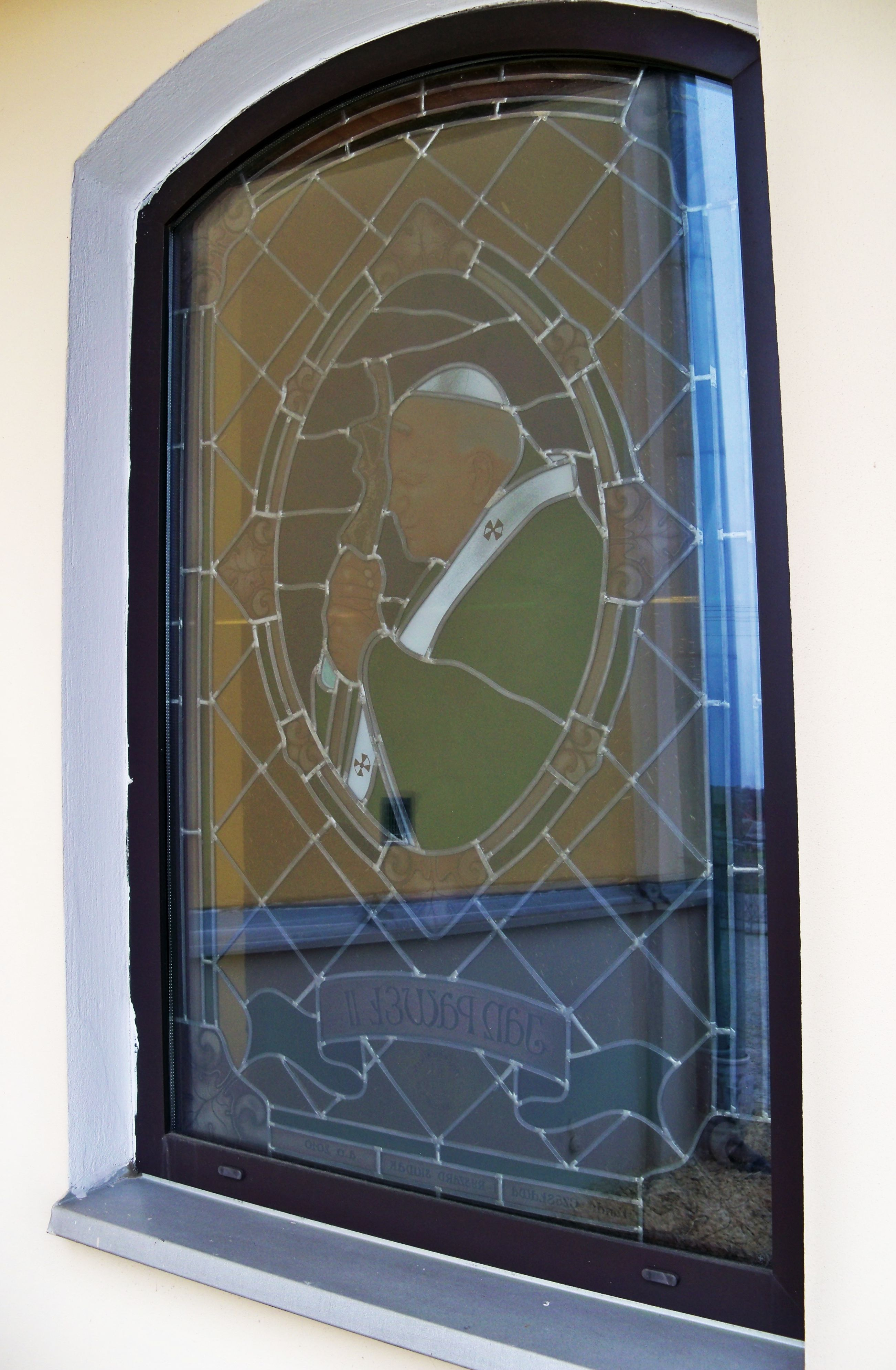
Dwudziestopierwszowieczny witraż przedstawiający Jana Pawła II

Parafię w Trzebosi erygowano w 1795 roku, przenosząc do tej miejscowości drewniany pomocniczy kościół Świętego Ducha z Sokołowa Małopolskiego. Wezwanie kościoła zmieniono na św. Michała i Aniołów Stróżów, a w Sokołowie Młp. po kilkudziesięciu latach wzniesiono nowy kościół o starym wezwaniu.
Po kilkudziesięciu latach, w 1855 roku, komitet parafialny postanowił o budowie nowego kościoła. Początkowo planowano drewniany na podmurówce, jednak po ponad 30 latach planów ostatecznie wybudowano kościół całkowicie murowany. Materiały budowlane ufundowali i wykonali własnymi siłami parafianie, a drewno ciesielskie ufundował Alfred Józef Potocki, właściciel lasów w Wydrzu i Kątach Rakszawskich leżących na obszarze parafii. Drewna ze starego kościoła użyto do budowy szkoły i organistówki. Konsekracji dokonał biskup Karol Józef Fischer podczas wizyty w ówczesnym dekanacie leżajskim w 1902 roku.
Kościół stosunkowo wcześnie zaczął wymagać remontu dachu (gont zastąpiono blachą) i fundamentów. Kolejne remonty wykonywane były co jakiś czas. Organy remontowano w latach 1932 i 2012. Drugi remont organów, mających status zabytku ruchomego, zakończył się ich poświęceniem przez biskupa rzeszowskiego. W 1888 roku wykonano złocenia ołtarzy. W 1904 roku zakupiono dzwon, nazwany „Jan-Stanisław” dla upamiętnienia kolatorów: Jana Władysława Zamojskiego i Stanisława Kostki Zamojskiego. W 1929 roku na miejsce zarekwirowanych w czasie I wojny światowej dzwonów zawieszono dzwon „Wincenty”. W 1957 roku dokonano elektryfikacji kościoła. W roku 1970 postawiono ołtarz posoborowy, a w 1974 roku dzwonnicę stalową, nawiązującą do tradycji trójdzielnych dzwonnic parawanowych. Zawisły w niej oprócz odnowionego „Wincentego” „Józef” i „Maryja”. W czasie ponad stu lat istnienia kościoła instalowano kolejne elementy wyposażenia (ambonę, ołtarze boczne, konfesjonały, chorągwie) i wystroju (boazerię, witraże, obrazy Drogi Krzyżowej) oraz dokonywano zmian kolorystyki i wystroju. W 2003 roku kościół wpisano do rejestru zabytków.

## Architektura, wyposażenie i wystrój
Kościół ma formę trójnawowej bazyliki. Nad prezbiterium zbudowana jest sygnaturka będąca jedyną wieżą. Rzut ma prostokątny (z absydą) o wymiarach 29,4 × 16,5 m. Wysokość do sufitu wynosi 12 m. Cztery pary filarów oddzielają nawy boczne. Główny ołtarz przedsoborowy jest drewniany. Wywieszane są w nim obrazy zgodne z okresem roku liturgicznego – jako główny odpowiadający wezwaniu parafii i kościoła jest obraz przedstawiający cudowne rozmnożenie chleba. Na przeciwległym do ołtarza końcu kościoła znajduje się zajmujący całą szerokość nawy głównej chór z organami. Pod nim wisi barokowy krucyfiks naturalnych rozmiarów, prawdopodobnie pochodzący jeszcze z sokołowskiego kościoła. Nawę północną (lewą) zamyka ołtarz Najświętszego Serca Pana Jezusa, nawę południową (prawą) Matki Bożej Różańcowej. Poza tym w lewej nawie jest ołtarz boczny św. Franciszka z Asyżu. W kościele znajdują się m.in. obrazy świętych Maksymiliana Kolbego czy Teresy z Lisieux i rzeźby. Sensacją okazało się odnalezienie w czasie remontu w 2001 roku zniszczonej kopii Podniesienia krzyża Rubensa pochodzącej z okresu niedługo po powstaniu oryginału. Po konserwacji płótno o wymiarach 560 × 244 cm wróciło do trzeboskiego kościoła.

## Parafia
Kościół jest drugim z kolei kościołem parafialnym. Na wschód od niego znajduje się parafialny cmentarz. Od lat 80. XX w. w Kątach Rakszawskich funkcjonuje kaplica Matki Bożej Częstochowskiej będąca kościołem filialnym tejże parafii.